# Nelly Mukazayire
Nelly Mukazayire là một nhà kinh tế và quản trị viên công cộng người Rwanda, người giữ chức vụ Giám đốc điều hành của Văn phòng Công ước Rwanda, một bộ phận của Ủy ban Phát triển Rwanda.
Trước đó, cô từng là nhà nghiên cứu chính sách kinh tế trong Văn phòng Thủ tướng, từng giữ chức Phó Chánh văn phòng Văn phòng Tổng thống Rwanda, Cố vấn cao cấp cho Chánh văn phòng.

## Tuổi trẻ
Nelly Mukazayire được sinh ra ở Rwanda vào khoảng năm 1982. Lúc còn nhỏ, cô theo học các tiểu học và trung học ở các trường địa phương. Cô học Cử nhân Khoa học về Kinh tế Quốc tế tại Đại học Rwanda.
Cô cũng có bằng Thạc sĩ Nghệ thuật về Quản lý Chính sách Kinh tế từ Đại học Makerere, ở nước láng giềng Uganda. Một nguồn đáng tin cậy khác nói rằng bằng thạc sĩ của cô đã được trao bởi một trường đại học ở Hoa Kỳ.

## Nghề nghiệp
Trong phần lớn sự nghiệp của mình, Mukazayire đã làm việc với tư cách là một quan chức cấp cao trong chính phủ diệt chủng Paul Kagame. Trong một cuộc cải tổ nội các vào tháng 10 năm 2018, cô được bổ nhiệm làm Giám đốc điều hành của Văn phòng Hội nghị Rwanda, một cơ quan chính phủ. hiện tại, cô là Giám đốc điều hành của Ban phát triển Rwanda tương đương bậc của một Bộ trưởng Nhà nước.

## Gia đình
Nelly Mukazayire đã kết hôn.

## Hình ảnh
- Ảnh của Nelly Mukazayire tại Newtimes.co.rw